# FK Obolon Kiev
FC Obolon Kiev är en ukrainsk fotbollsklubb från huvudstaden Kiev. Klubben bildades 1992 och hette då Zmina ('Nästa generation') blev Zmina-Obolon 1993, Obolon 1995, och Obolon PPO 1997. Klubben fick sitt nuvarande namn 2001.
Obolon spelade 2002-2005 i den ukrainska ligan (Premjer-liha) men är 2009/2010 åter tillbaka. Säsongen 2003/2004 blev klubben 6:a i ligan.
Klubbens huvudsponsor som även givit namn åt klubben är Obolon ett av Ukrainas största bryggerier. Klubben har sin hemmaplan på Obolon Stadion.